# Anny Blatt
Pour les articles homonymes, voir Blatt.
Anny Blatt, née le 14 juin 1910 à Mulhouse et morte le 5 octobre 1999 à Courbevoie, est une couturière, créatrice et dirigeante d'entreprise française.

## Biographie
Anny Blatt naît en Alsace mais déménage assez tôt à Paris, où elle tient à partir de 1934 son entreprise de haute couture, établie rue du Faubourg-Saint-Honoré. Elle travaille aux côtés de sa mère, Suzanne, qui occupe le poste de première d'atelier.
Elle se rend souvent aux États-Unis pour présenter ses créations, qui sont bien accueillies par le public américain, et crée en France une seconde entreprise, sise rue Réaumur, où elle commercialise des pelotes de laine utilisées par ses clientes pour confectionner elles-mêmes leurs vêtements, à partir des modèles publiés dans les revues féminines. Anny Blatt présente une tenue plissée en lamé lors de l'exposition universelle de Paris en 1937.
Elle est forcée de céder ses parts d'entreprise à Yvonne Blanchet, son associée, à cause des lois sur l'aryanisation des entreprises du régime de Vichy. En 1945, Anny Blatt peut reprendre sa place, et s'implique à la chambre syndicale de la couture parisienne, participant, entre autres, au Théâtre de la Mode. À partir des années 1950, elle utilise dans ses créations le nylon, qui lui permet de proposer des robes en maille très légères.
« La très petite maison de couture à l'origine » est revendue en 1968 au groupe Hervillier, tandis que l'activité autour du tricot est maintenue, avec notamment la publication de catalogues de modèles. Les pulls Anny Blatt sont portés par Anne Sinclair et Linda Evangelista et font partie des vêtements emblématiques des années 1980.

## Postérité
Au XXIe siècle, «Anny Blatt» demeure en France une enseigne de magasins spécialisés dans le commerce de la laine.